# Cikloheksimid
Циклохексамид је инхибитор биосинтезе протеина у еукариотским организмима, који производи бактерија Streptomyces griseus. Циклохексимид испољава своје дејство путем ометања транслокационог корака протеинске синтезе (кретање два тРНК молекула и иРНК у односу на рибозом), чиме се блокира транслациона елонгација. Циклохексимид је у широкој употреби у биомедицинским истраживањима као инхибитор протеинске синтезе еукариотских ћелија у in vitro студијама. Он није скуп и брзо делује. Његово дејство се може брзо поништити његовим одстрањивањем из медијума за узгој културе.